# Rajella fyllae
Rajella fyllae es una especie de pez de la familia de los Rajidae en el orden de los Rajiformes.

## Morfología
Los machos pueden llegar a alcanzar los 60 cm de longitud total.

## Reproducción
Es ovíparo y las hembras ponen huevos envueltos en una cápsula córnea.

## Alimentación
Come animales bentónicos, especialmente invertebrados como copépodos, anfípodo Mysidacea .

## Hábitat
Es un pez de mar y de aguas profundas que vive entre 170-2.050 m de profundidad.

## Distribución geográfica
Se encuentra en el Océano Atlántico: el Canadá, las Islas Feroe, Francia (incluyendo San Pedro y Miquelón), Groenlandia , Islandia, Irlanda, Noruega (incluyendo Svalbard) y la Gran Bretaña. 

## Observaciones
Es inofensivo para los humanos. 